# Кушница
Ку́шница (укр. Кушниця, венг. Kovácsrét) — село в Керецковской сельской общине Хустского района Закарпатской области Украины.
Первое упоминание о селе выявлено в письменных источниках за 1383 год. Находится в долине реки Боржава и её притока Лисичанки. Через село проходит трасса Хуст — Свалява. В селе начинается Боржавская узкоколейка Кушница — Берегово. Численность населения — 5000 человек.

## История
Территория входила в состав Великой Моравии, Киевской Руси, Венгерского королевства, Трансильвании, Австро-Венгрии. В 1918—1919 территория была оккупирована чехословацкой и румынской армией, в мае 1919 года собрание в Ужгороде провозгласило желание области войти в состав Чехословакии. 4 июня 1920 года по Сен-Жерменскому договору область вошла в состав Чехословакии.
В 1944 году село было занято советскими войсками.

## Достопримечательности
При въезде в село виден небольшой горный монастырь.

## Религия
Большинство составляют православные, также есть представители греко-католической церкви и субботники.

## Демография
В 90-е годы XX-го века произошел значительный отток населения, в связи с тяжелой экономической ситуацией в постсоветской Украине.
Основными направлениями оттока стали Чехия и Словакия.

## Климат
Село расположено в умеренных широтах, но в связи с физической высотой над уровнем моря преобладают черты климата горных районов, что предопределяет большие суточные колебания температуры. Зима холодная и снежная, но непродолжительная.
Значительное влияние на климат оказывает защищенность Карпатами от холодных ветров с севера.
Весна ранняя, влияние оказывают теплые ветра с Среднедунайской равнины.
Среднегодовая температура воздуха составляет 8,5 °С.

## Спорт
В селе расположены фитнес-центр и стадион, на котором проходят футбольные матчи районной и областной лиг.

## Галерея

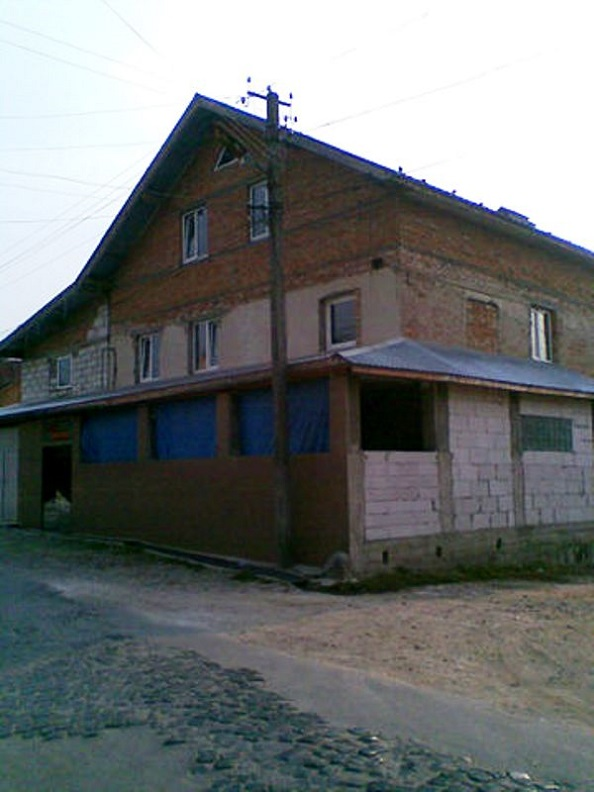
Здание синагоги в Кушнице, теперь пекарня
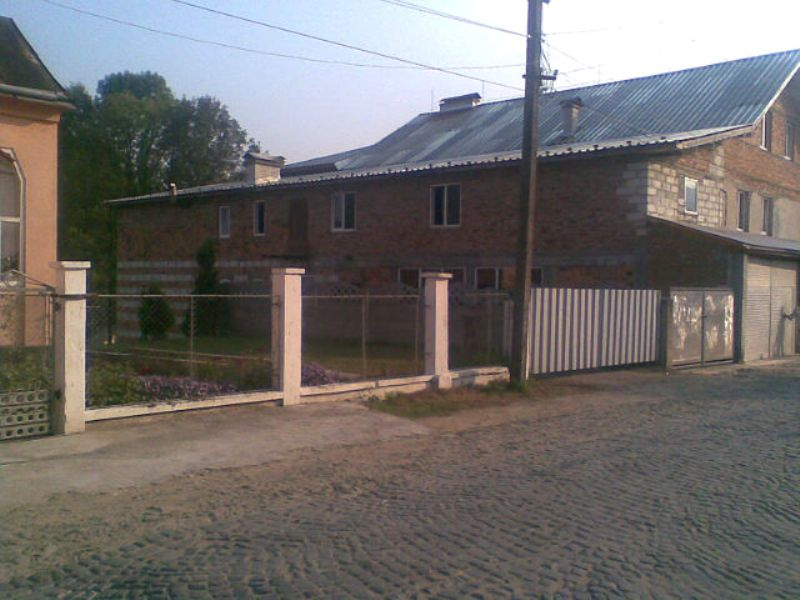
Здание синагоги в Кушнице, перестроено под пекарню
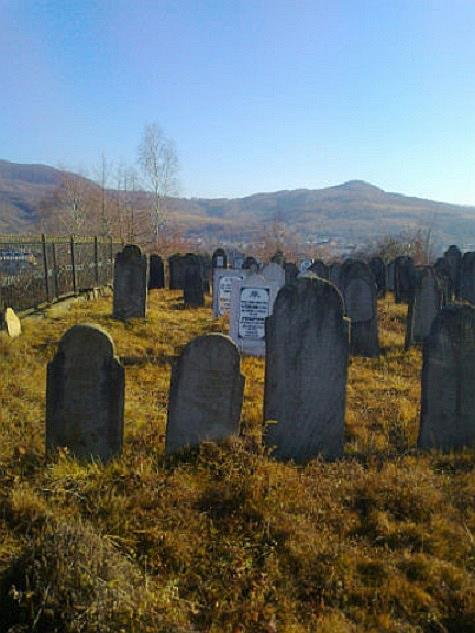
Еврейское кладбище в Кушнице